# Coccinella monticola
Coccinella monticola är en skalbaggsart som beskrevs av Étienne Mulsant 1850. Coccinella monticola ingår i släktet Coccinella och familjen nyckelpigor. Inga underarter finns listade i Catalogue of Life.